# 52-й егерский полк
52-й егерский полк — постоянное формирование (воинская часть, егерский полк) лёгкой пехоты Русской императорской армии Вооружённых сил Российской империи.

## Формирование полка
Полк был сформирован 11 апреля 1813 года, а 30 августа 1815 года наименован 14-м егерским полком. По упразднении егерских полков 28 января 1833 года часть батальонов присоединена к Полоцкому пехотному полку, 1-й батальон отправлен на образование 3-го действующего батальона, резервный батальон отправлен на образование 2-го резервного батальона Замосцкого егерского полка. В 1863 году три батальона Полоцкого полка пошли на сформирование Серпуховского пехотного полка, в котором было сохранены старшинство и знаки отличия 14-го (бывшего 52-го) егерского полка.

## Знаки отличия полка
Из знаков отличия полк имел полковое Георгиевское знамя с надписью «За отличие при осаде и взятии Анапы и Варны в 1828 году»; поход за военное отличие, пожалованный 6 апреля 1830 года за подвиги в русско-турецкой войне 1828—1829 гг.

## Командиры полка
- 04.06.1815 — 16.02.1817 — подполковник Олофсон, Александр Антонович[1]
- 16.02.1817 — 1818 — полковник Горихвостов, Александр Захарьевич